# Lagoa dos Gatos
Lagoa dos Gatos é um município brasileiro do estado de Pernambuco. Administrativamente, o município é formado pelos distritos sede, Entroncamento, Igarapeassú e Lagoa do Souza.

## História
Lagoa dos Gatos foi reconhecida oficialmente como Povoação em 1 de janeiro de 1832 (Ver.do Inst. Arq. Hist. e Geog. Pernambucano – Vol. XXXVII – pág. 74).
Em 12 de abril de 1839, pela Lei Provincial nº. 65, foi criado o município de Bonito. Sendo Lagoa dos Gatos, pelo mesmo documento, elevada a categoria de Vila e considerada com 8º Distrito Administrativo daquele município.
Em 20 de maio de 1867 passou a pertencer ao município de Caruaru, depois foi desmembrada administrativamente e judicialmente deste, passando a ser anexada a Panelas pela Lei Provincial nº. 1.093 de 24 de maio de 1873, sendo elevada à categoria de 2º Distrito pela Lei Estadual nº. 209 de 5 de novembro de 1897.
Passou a ser Cidade e sede de município com a denominação de Frei Caneca pela Lei Estadual nº. 1931, de 11 de setembro de 1928. Restabeleceu o seu primitivo e tradicional topônimo de Lagoa dos Gatos pelo Decreto nº. 235, de 9 de dezembro de 1938. Administrativamente, o município é formado pelos distritos: Sede, Entroncamento, Igarapeassu e Lagoa do Souza.
Anualmente, no dia 11 de setembro, Lagoa dos Gatos comemora sua emancipação política.

## Geografia
Localiza-se a uma latitude 08º39'30" sul e a uma longitude 35º54'00" oeste, estando a uma altitude de 464 metros. Sua população estimada em 2010 era de 15.615 habitantes.
Possui uma área de 189,22 km².
As atividades principais são: agricultura, pecuária, comércio e turismo. 
Predomina o clima quente e úmido, com chuvas de inverno e temperatura média anual de 24 C°, com o característico clima de montanha.